# Thomas Engel (Regisseur)

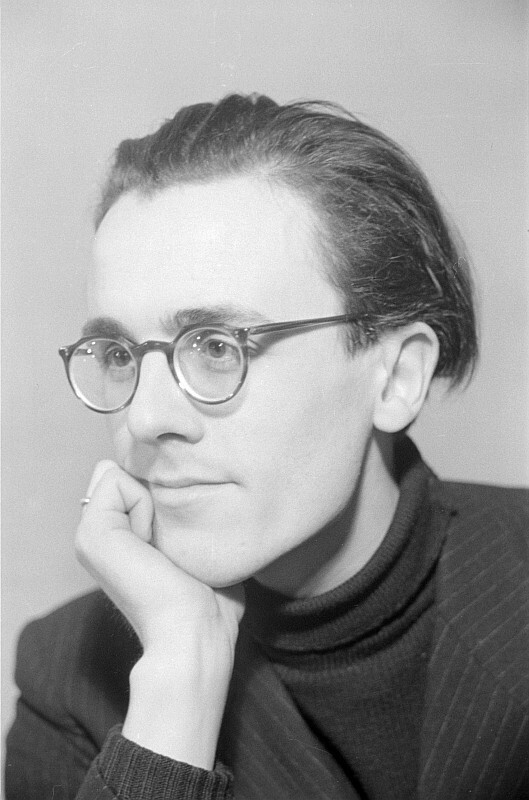
Thomas Engel (1947)

Thomas Engel (* 18. April 1922 in Hamburg; † 7. Mai 2015 in  Kreuth) war ein deutscher Regisseur und Drehbuchautor.

## Leben und Werk
Der Sohn des Regisseurs Erich Engel besuchte ab 1940 die Schauspielschule des Deutschen Theaters in Berlin und übernahm dabei auch kleine Theaterrollen.
1942 ging er als Schauspieler an das Theater von Gera, wo er ab 1943 auch als Theaterregisseur arbeitete. Nach Kriegsende kehrte er 1946 nach Berlin zurück, wo er am Deutschen Theater und am Theater am Knie bis 1949 erneut als Regisseur tätig war. Er verfasste auch eigene Bühnenstücke wie Treibgut.
1950 wurde Engel Synchronregisseur für MGM Deutschland, der bis 1952 für die Synchronisation der amerikanischen Filme zuständig war. 1953 gelang ihm unter der künstlerischen Oberleitung seines Vaters Erich Engel ein vielbeachtetes Debüt als Filmregisseur mit Pünktchen und Anton nach dem Roman von Erich Kästner.
In der Folge inszenierte Engel vor allem Filmkomödien und um 1960 mehrere zeittypische Schlagerfilme. Nach Meine Tochter und ich mit Heinz Rühmann wurde er reiner Fernsehregisseur. Neben zahlreichen Komödien und Serienepisoden wie zwei Tatort-Folgen führte er bei einigen Literatur-Adaptionen Regie wie bei Die Zofen (1964) nach Jean Genet und Heinrich IV. (1967) nach Luigi Pirandello.
Thomas Engel war von 1944 bis 1964 mit der Schauspielerin Gisela Trowe (1922–2010) verheiratet. Aus dieser Ehe gingen zwei Töchter hervor. 1944 die Tochter Angelika (verheiratete von Rosenberg) † 2013, 1945 die Tochter Barbara Pier (bis 2001 verheiratet), die als Malerin in Hamburg arbeitet.
Ab 1964 war er mit Marianne Högl († 2012) verheiratet.
Sein Archiv befindet sich im Archiv der Akademie der Künste in Berlin.

## Filmografie

### Kino
- 1953: Pünktchen und Anton (auch Co-Drehbuch)
- 1954: Mädchen mit Zukunft
- 1954: Glückliche Reise
- 1955: Schwedenmädel
- 1956: Liebe, die den Kopf verliert
- 1956: Die Stimme der Sehnsucht
- 1956: Nichts als Ärger mit der Liebe
- 1957: Wie schön, daß es dich gibt
- 1957: Junger Mann, der alles kann
- 1958: Der Page vom Palast-Hotel
- 1958: Der lachende Vagabund
- 1959: Liebe auf krummen Beinen
- 1959: Das blaue Meer und Du
- 1960: Das hab’ ich in Paris gelernt (auch Co-Drehbuch)
- 1960: Gauner-Serenade (auch Co-Drehbuch)
- 1961: Davon träumen alle Mädchen (auch Co-Drehbuch)
- 1961: Schlager-Revue 1962 (auch Co-Drehbuch)
- 1963: Die Nylonschlinge (nur Co-Drehbuch)
- 1963: Meine Tochter und ich

### Fernsehen
- 1958: Mylord weiß sich zu helfen
- 1960: Kater Lampe
- 1961: Wie einst im Mai
- 1961: Lauter Lügen
- 1962: Glückliche Reise (auch Co-Drehbuch)
- 1962: Im echten Mann steckt ein Kind (Fernsehserie)
- 1962: Ihr gehorsamer Diener (auch Co-Drehbuch)
- 1962: So war Mama
- 1963: Sein Meisterstück (auch Co-Drehbuch)
- 1963: Frau Luna (auch Co-Drehbuch)
- 1964: Die Zofen (Genet)
- 1964: Meine Nichte Susanne (auch Co-Drehbuch)
- 1965: Mode-Cocktail
- 1965: Schicken Sie mir einen Dollar!
- 1965: An einem ganz gewöhnlichen Tag
- 1965: Bei Pfeifers ist Ball
- 1966: Corinne und der Seebär
- 1966: Duett am Rhein – Duett an der Spree
- 1966: Wohin mit Fridolin
- 1966/1968: Wilhelmina (Fernsehserie)
- 1966: Meine kleine Welt
- 1966: Wiedersehen mit Jürgen Faber (Kurz-TV)
- 1966/67: Die Frau des Fotografen (TV)[3]
- 1967: Im Ballhaus ist Musike
- 1967: Heinrich IV.
- 1967: Gold für Monte Vasal
- 1967: Im Ballhaus wird geschwoft
- 1968: Humor ist wenn man trotzdem lacht (TV-Kabarett)
- 1968: Ein Sommer mit Nicole (Fernsehserie)
- 1968: Tucholsky-Sendung
- 1969: Wie ein Wunder kam die Liebe
- 1969: Rummelplatz des Lebens (TV-Kabarett)
- 1969: Miss Molly Mill (Fernsehserie)
- 1969: Familie Bergmann (Fernsehserie)
- 1970: Ich träume von Millionen
- 1970: Frau ohne Kuss (auch Co-Drehbuch)
- 1971: Bäng-Bäng (TV-Kabarett)
- 1971: Stachelschweine (TV-Kabarett)
- 1971: Glückspilze
- 1971: Eine Chance für Humbson (Kurz-TV)
- 1972: Die keusche Susanne (auch Co-Drehbuch)
- 1972: Hofball bei Zille
- 1972: Wie werde ich reich und glücklich
- 1972: Mutter Gräbert
- 1972: Tak heißt Dankeschön
- 1972–1973: Algebra um Acht (Fernsehserie)
- 1973: Mein Onkel Benjamin
- 1973: So’n Theater
- 1973: Alle lieben Célimare
- 1974: Der kleine Doktor (Fernsehserie, 7 Folgen)
- 1974: Hochzeitsnacht im Paradies
- 1974: Beschlossen und verkündet (Fernsehserie)
- 1974: Streng geheim
- 1975: Manchmal Märchen
- 1975: Es muß nicht immer Kaviar sein (Fernsehserie)
- 1976: Irren ist menschlich
- 1976: Jörg Preda (Fernsehserie)
- 1977: Endstation Paradies
- 1977: Drei Damen vom Grill (Folge 1–6)
- 1977: Der Führerschein
- 1978: Das ist die Berliner Luft
- 1978: Grille und Ameise
- 1979: Frosch und Eintagsfliege
- 1979: Trauer um einen verlorenen Sohn
- 1979: Ihr 106. Geburtstag (auch Drehbuch)
- 1980: Kintop-Kintop (Fernsehserie)
- 1980: Der Urlaub
- 1981: Zurück an den Absender
- 1981: Tatort: Im Fadenkreuz
- 1981: Villa zu vermieten
- 1982: Wie war das damals (auch Drehbuch)
- 1983: Sorry
- 1982: Wie es geschah
- 1983: Lemmi und der Schmöker:Jakob
- 1983: Detektivbüro Roth (6 Folgen)
- 1984: Der Kandidat (auch Drehbuch)
- 1985: Plötzlich und unerwartet (auch Drehbuch)
- 1985: Ein Mann ist soeben erschossen worden
- 1985: Weiberwirtschaft (Fernsehserie)
- 1987: Zwischen Himmel und Erde
- 1987: Losberg (Fernsehserie Folge 40–46)
- 1988: Tatort: Schuldlos schuldig
- 1988: Ein Denkmal wird erschossen
- 1991: Taxi nach Rathenow
- 1992: Der Struppi ist weg (auch Drehbuch)